# Llanrothal
Llanrothal – wieś i civil parish w Anglii, w Herefordshire. W 2001 roku civil parish liczyła 83 mieszkańców.